# Elecciones municipales de 1979 en Madrid
Las elecciones municipales de 1979 se celebraron en Madrid el martes, 3 de abril, de acuerdo con el Real Decreto de convocatoria de elecciones locales en España dispuesto el 26 de enero de 1979 y publicado en el Boletín Oficial del Estado el día 27 de enero. Se eligieron los 59 concejales del pleno del Ayuntamiento de Madrid mediante un sistema proporcional con listas cerradas y un umbral electoral del 5%.
La Unión de Centro Democrático (UCD) emergió como la candidatura más votada, pero a muy poca distancia de la del Partido Socialista Obrero Español (PSOE), obteniendo ambas 25 escaños. La tercera candidatura con representación, la del Partido Comunista de España (PCE) obtuvo 9 escaños.

## Resultados
A continuación se detallan los resultados completos:
|                                                                | Unión de Centro Democrático (UCD)                              | 632 329   | 40,29  | 25 |
|                                                                | Partido Socialista Obrero Español (PSOE)                       | 619 772   | 39,49  | 25 |
|                                                                | Partido Comunista de España (PCE)                              | 230 651   | 14,69  | 9  |
| Organización Revolucionaria de Trabajadores (ORT)              | Organización Revolucionaria de Trabajadores (ORT)              | 37 396    | 2,38   | 0  |
| Falange Española de las JONS (FE-JONS)                         | Falange Española de las JONS (FE-JONS)                         | 25 038    | 1,60   | 0  |
| Partido Socialista Obrero Español (histórico) (PSOE-H)         | Partido Socialista Obrero Español (histórico) (PSOE-H)         | 5317      | 0,34   | 0  |
| Unificación Comunista de España (UCE)                          | Unificación Comunista de España (UCE)                          | 5251      | 0,33   | 0  |
| Partido Comunista Obrero Español (PCOE)                        | Partido Comunista Obrero Español (PCOE)                        | 5241      | 0,33   | 0  |
| Movimiento Comunista-Organización Izquierda Comunista (MC-OIC) | Movimiento Comunista-Organización Izquierda Comunista (MC-OIC) | 2401      | 0,15   | 0  |
| Partido Sindicalista (PS)                                      | Partido Sindicalista (PS)                                      | 2298      | 0,15   | 0  |
| Partido Liberal Español (PLE)                                  | Partido Liberal Español (PLE)                                  | 2132      | 0,14   | 0  |
| Liga Comunista Revolucionaria (LCR)                            | Liga Comunista Revolucionaria (LCR)                            | 1784      | 0,11   | 0  |
| Papeletas en blanco                                            | Papeletas en blanco                                            | 0         | 0.00   |    |
| Total                                                          | Total                                                          | 1 569 610 | 100,00 | 59 |
| Votos válidos                                                  | Votos válidos                                                  | 1 569 610 | 100,00 |    |
| Votos nulos                                                    | Votos nulos                                                    | 0         | 0.00   |    |
| Vota concurrencia / lanzada                                    | Vota concurrencia / lanzada                                    | 1 569 610 | 65,98  |    |
| Abstenciones                                                   | Abstenciones                                                   | 809 331   | 34,02  | −  |
| Registro de votantes                                           | Registro de votantes                                           | 2 378 941 |        |    |
| Fuente: Ministerio del Interior                                |                                                                |           |        |    |

## Concejales electos

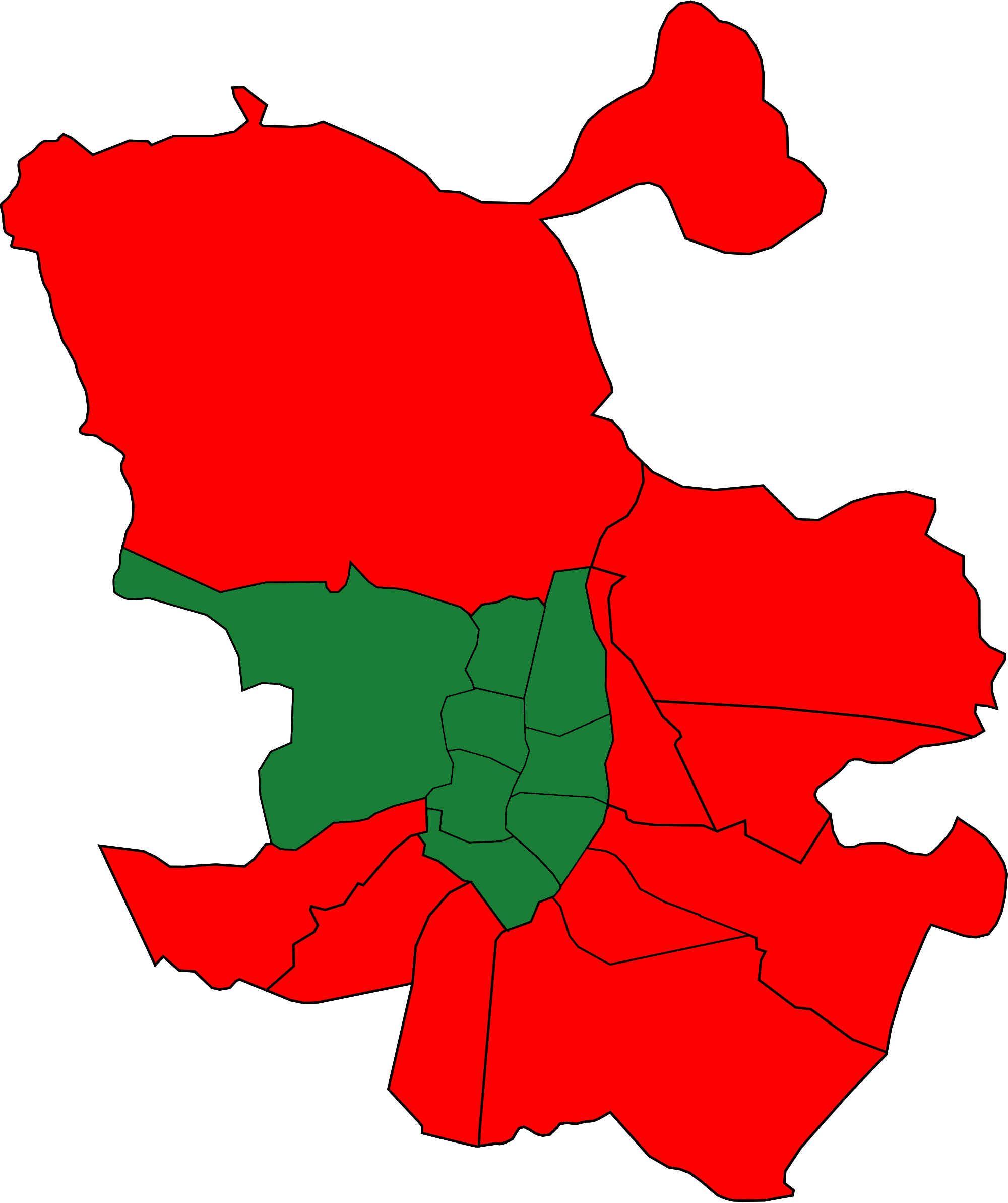
Partido más votado por distrito:
Partido Socialista Obrero Español
Unión de Centro Democrático

Relación de concejales electos.
| N.º | Nombre                                          | Lista | Lista |
| --- | ----------------------------------------------- | ----- | ----- |
| 1   | José Luis Álvarez Álvarez                       |       | UCD   |
| 2   | Enrique Tierno Galván                           |       | PSOE  |
| 3   | José María Álvarez del Manzano López del Hierro |       | UCD   |
| 4   | Alonso José Puerta Gutiérrez                    |       | PSOE  |
| 5   | Ramón Tamames Gómez                             |       | PCE   |
| 6   | Miguel Herrero Rodríguez de Miñón               |       | UCD   |
| 7   | Carlos Revilla Rodríguez                        |       | PSOE  |
| 8   | Ana María García de Armendáriz                  |       | UCD   |
| 9   | José Barrionuevo Peña                           |       | PSOE  |
| 10  | Luis María Enríquez de Salamanca Navarro        |       | UCD   |
| 11  | Francisco Javier Angelina González              |       | PSOE  |
| 12  | Fidel Alonso Plaza                              |       | PCE   |
| 13  | Luis Peral Guerra                               |       | UCD   |
| 14  | Joaquín Leguina Herrán                          |       | PSOE  |
| 15  | Jaime Cortezo Velázquez-Duró                    |       | UCD   |
| 16  | Adolfo de Luxán Meléndez                        |       | PSOE  |
| 17  | José María Palacios Pardo                       |       | UCD   |
| 18  | Enrique Moral Sandoval                          |       | PSOE  |
| 19  | María Cristina Almeida Castro                   |       | PCE   |
| 20  | Luis Manuel Puente Sáinz de Baranda             |       | UCD   |
| 21  | Luis Rufilanchas Serrano                        |       | PSOE  |
| 22  | Enrique Castellanos Colomo                      |       | UCD   |
| 23  | María Gómez Mendoza                             |       | PSOE  |
| 24  | Julián Rebollo Cuéllar                          |       | PCE   |
| 25  | Antonio José del Perpetuo Vázquez Álvarez       |       | UCD   |
| 26  | Emilio García Horcajo                           |       | PSOE  |
| 27  | Juan Andrés Tomás Torres Piñón                  |       | UCD   |
| 28  | Manuel Mella Márquez                            |       | PSOE  |
| 29  | Eduardo González Velayos                        |       | UCD   |
| 30  | Eduardo Ferrera Ketterer                        |       | PSOE  |
| 31  | Luis Larroque Allende                           |       | PCE   |
| 32  | Florentino Eduardo Pérez Rodríguez              |       | UCD   |
| 33  | Ángel Hernández Craqui                          |       | PSOE  |
| 34  | Carlos Alberto Alonso de Velasco                |       | UCD   |
| 35  | Saturnino Zapata Llerena                        |       | PSOE  |
| 36  | Francisco Javier Soto Carmona                   |       | UCD   |
| 37  | Jesús González Escribano                        |       | PSOE  |
| 38  | Juan Francisco Plá López                        |       | PCE   |
| 39  | Francisco Javier Tusell Gómez                   |       | UCD   |
| 40  | Francisca Martínez Garrido                      |       | PSOE  |
| 41  | Ángel Verdasco García                           |       | UCD   |
| 42  | Manuel Rodríguez Franco                         |       | PSOE  |
| 43  | Luis Eduardo Cortés Muñoz                       |       | UCD   |
| 44  | Alfredo Tejero Casajús                          |       | PCE   |
| 45  | Benito Marín Lozano                             |       | PSOE  |
| 46  | Carmen Añón Feliú                               |       | UCD   |
| 47  | Miguel Lara Ruiz                                |       | PSOE  |
| 48  | Felipe Martín Sanz                              |       | UCD   |
| 49  | Esteban Díaz-Maroto Martínez                    |       | PSOE  |
| 50  | Eduardo Mangada Samaín                          |       | PCE   |
| 51  | Joaquín García Javaloyas                        |       | UCD   |
| 52  | José Luis Rodríguez Peral                       |       | PSOE  |
| 53  | José Rábano Dacosta                             |       | UCD   |
| 54  | Valentín Medel Ortega                           |       | PSOE  |
| 55  | Fernando García Notario                         |       | UCD   |
| 56  | Juan Franco Flores                              |       | PSOE  |
| 57  | José Luis Martín Palacín                        |       | PCE   |
| 58  | Fernando Martín Vicente                         |       | UCD   |
| 59  | Mariano López San Román                         |       | PSOE  |

## Investidura del alcalde
La ley electoral municipal española estableció una cláusula que declara que, si ningún candidato a alcalde conseguía reunir una mayoría absoluta de votos de los concejales del pleno en la sesión constitutiva de la nueva corporación para ser elegido para el cargo, el candidato de la mayoría del partido más votado sería automáticamente elegido para este.
Tras alcanzarse un acuerdo entre el PSOE y PCE, Enrique Tierno Galván fue investido como el primer alcalde de la democracia en Madrid.